# Lo Cap del Mànec
Lo Cap del Mànec és un paratge del terme municipal de Tremp, a l'antic terme ribagorçà d'Espluga de Serra, al Pallars Jussà.
Està situat al nord-est del poble de la Torre de Tamúrcia, a l'esquerra del barranc de Miralles, en el vessant septentrional de la Serreta, on es troba el poble esmentat.